# Анхель Рейна
Анхель Рейна (ісп. Ángel Reyna, нар. 19 вересня 1984, Аґуаскальєнтес) — мексиканський футболіст, півзахисник клубу «Монтеррей».
Насамперед відомий виступами за клуби «Некакса» та «Америка», а також національну збірну Мексики.
У складі збірної — володар Золотого кубка КОНКАКАФ.

## Клубна кар'єра
Народився 19 вересня 1984 року в місті Аґуаскальєнтес. Вихованець футбольної школи клубу «Америка».
У дорослому футболі дебютував 2005 року виступами за команду «Сан-Луїс». В цьому клубові провів два сезони, взявши участь у 56 матчах чемпіонату.
Своєю грою за цю команду привернув увагу представників тренерського штабу клубу «Некакса», до складу якого приєднався 2007 року. Відіграв за команду з Агуаскальєнтеса один сезон своєї ігрової кар'єри. Більшість часу, проведеного у складі «Некакси», був основним гравцем команди.
Протягом 2008—2009 років знову захищав кольори команди клубу «Сан-Луїс».
2009 року уклав контракт з клубом «Америка», у складі якого провів наступні два роки своєї кар'єри гравця.  Граючи у складі «Америки» також здебільшого виходив на поле в основному складі команди.
До складу клубу «Монтеррей» приєднався 2011 року. Наразі встиг відіграти за команду з Монтеррея 24 матчі в національному чемпіонаті та здобути срібні нагороди мексиканського чемпіонату. На міжнародній арені з цим клубом виграв лігу чемпіонів КОНКАКАФ,

## Виступи за збірну
2010 року дебютував в офіційних матчах у складі національної збірної Мексики. Наразі провів у формі головної команди країни 13 матчів.
У складі збірної був учасником розіграшу Золотого кубка КОНКАКАФ 2011 року у США. Мексиканці того року здобули титул континентального чемпіона.

## Титули і досягнення

### Командні
- Володар Золотого кубка КОНКАКАФ (1): 2011
- Переможець ліги чемпіонів КОНКАКАФ (1): 2012

### Особисті
- Найкращий бомбардир чемпіонату Мексики (1): 2011К (13 голів)